# Sjökalven 25

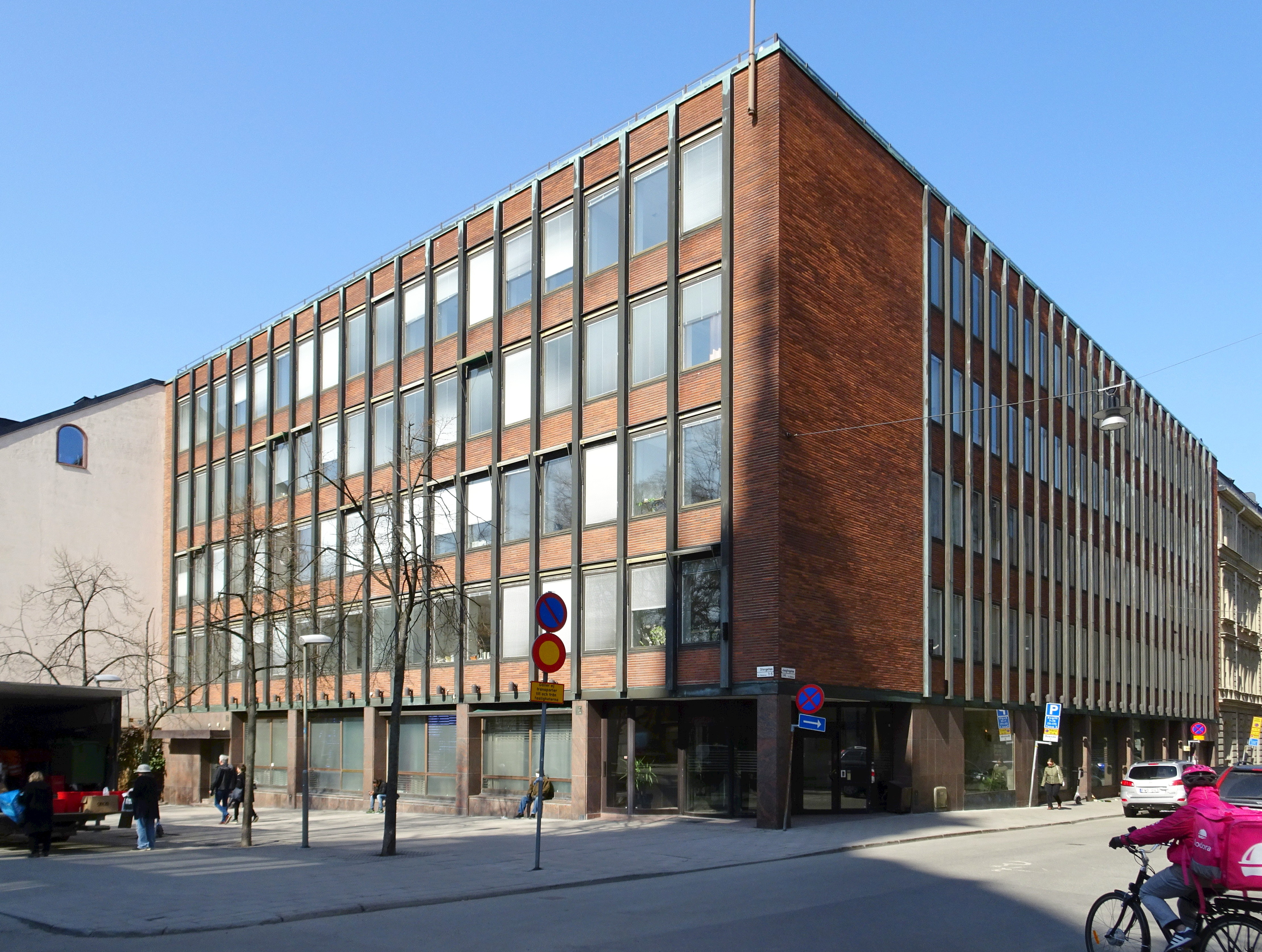
Storgatan 3–5 i april 2021.

Sjökalven 25 är en kontorsfastighet vid Storgatan 3–5 på Östermalm i Stockholm. Byggnaden uppfördes 1957-1961 efter ritningar av arkitekt Anders Tengbom.

## Kvartersnamnet
Kvarteret Sjökalven omges av Storgatan, Jungfrugatan, Linnégatan och Sibyllegatan. Namnet har marin anknytning liksom andra kvarter i närheten som Sjöhästen, Sjöormen, Havssvalget och Havsfrun. Namnet Siökalfwen är belagt sedan 1657 och på Petrus Tillaeus karta från 1733 återfinns kvarteret på samma plats intill dåvarande Ladugårds lands torg (nuvarande Östermalmstorg). Ordet "Sjökalven" används ibland för att beteckna en trådlös och inte brännande  manet i Östersjön. "Kalv" kan även tolkas som en mindre holme intill en större.

## Byggnad

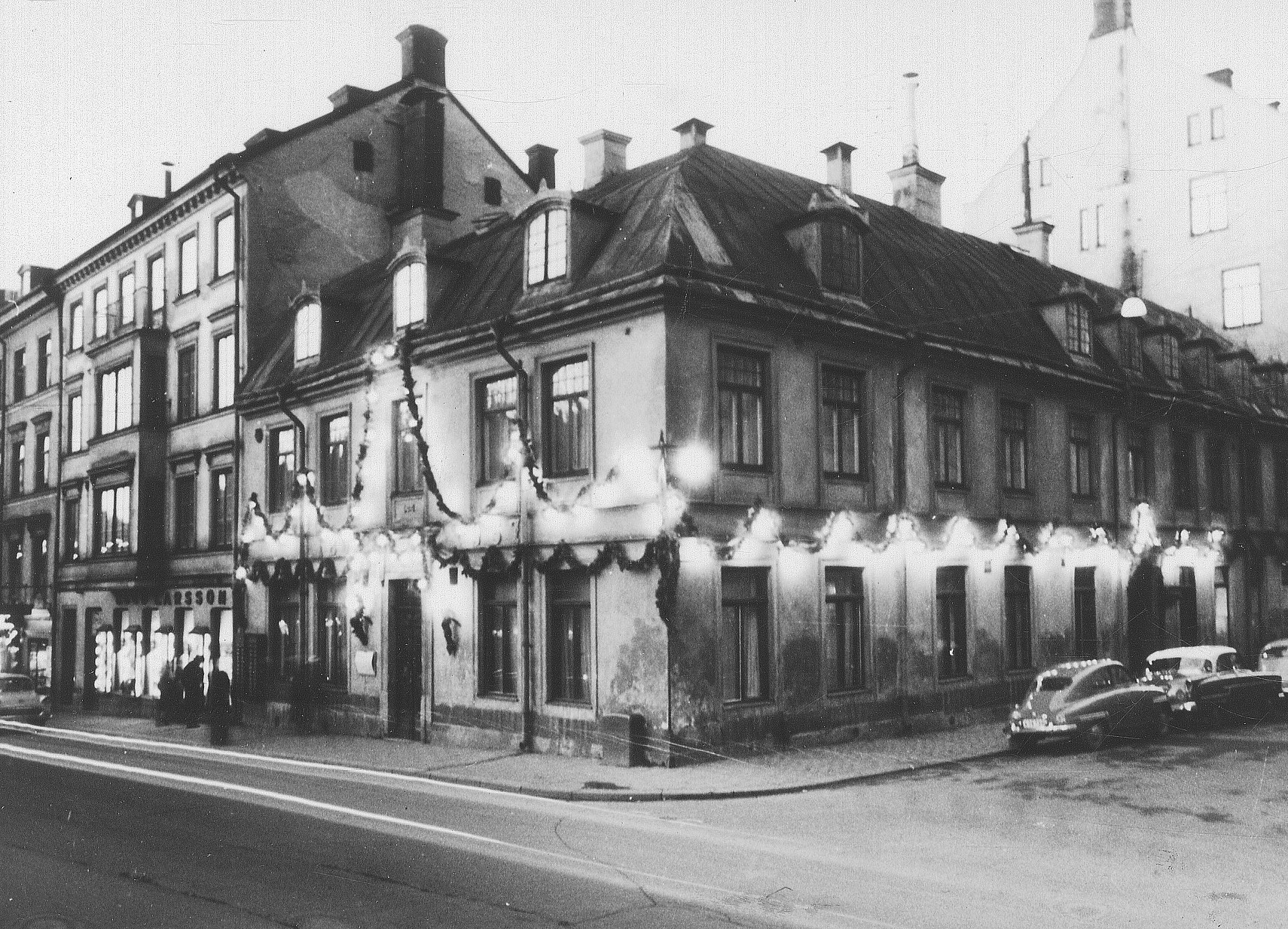
Östermalmskällaren 1957.

Innan nuvarande kontorskomplex uppfördes fanns på platsen ett lågt 1700-talshus som inrymde gamla Ladugårdslandskällaren, senare Östermalmskällaren. Lokalen hade genuin atmosfär och när planerna om rivning blev kända skrev Beppe Wolgers 1957 i en hyllning i Stockholms-Tidningen: "Låt oss behålla Östermalmskällaren!"  På nyåret 1958 stängde Östermalmskällaren för att senare återuppstå i den nya byggnaden, idag (2012) är den dock inte kvar där längre.
Beställare för den nya byggnaden var Sveriges verkstadsförening som anlitade arkitekt Anders Tengbom. Tengbom gestaltade fasaderna i rött tegel med vertikala pilaster av kopparplåt mellan fönstren som ger byggnaden dess karakteristiska utseende. Huset har fem våningar och en indragen takvåning. Byggnadens fasadliv mot Storgatan placerades sex meter längre in på tomten. 
Enligt gällande stadsplan från februari 1935 skulle Storgatan breddas från 12 meter till 18 meter. Många fastigheter längs Storgatans norra sida har kvar den gamla gatulinjen medan några har den nya, bland dem Sjökalven 25 och det närbelägna Näringslivets hus samt kontorshuset i Neptunus 31 som byggdes på 1950-talets mitt.

## Bilder

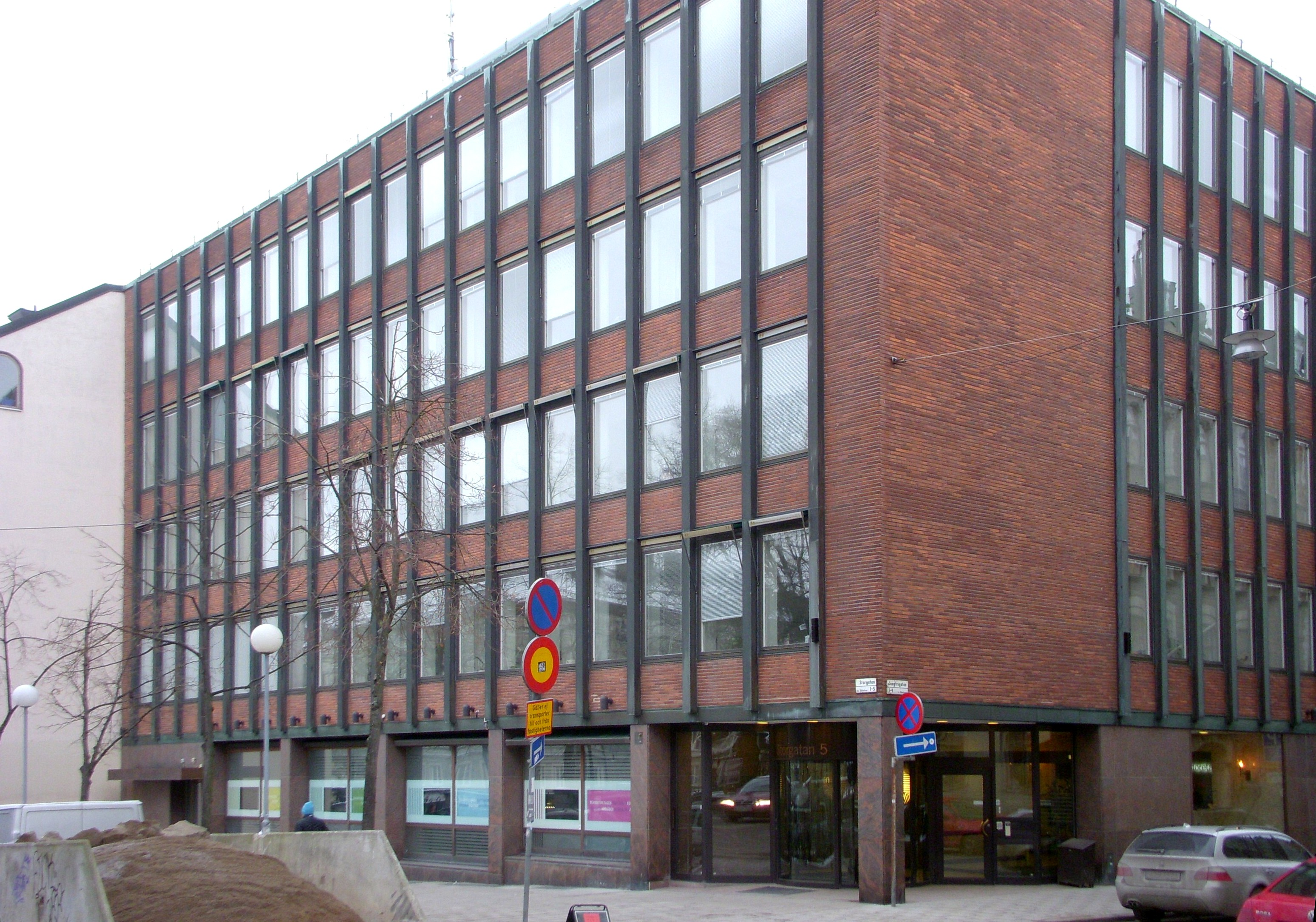
Hörnet Storgatan/Jungfrugatan
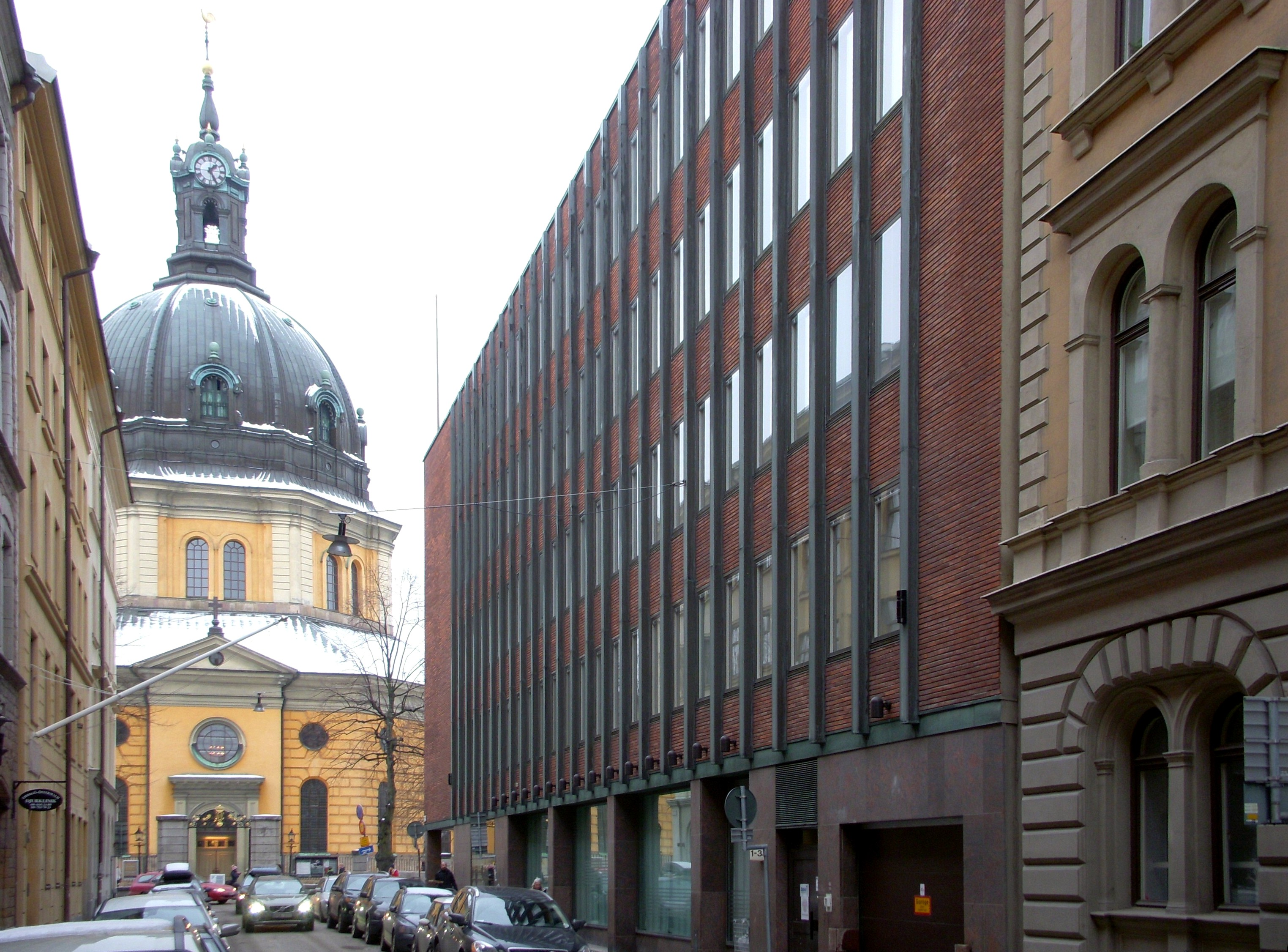
Jungfrugatan mot Hedvig Eleonora kyrka
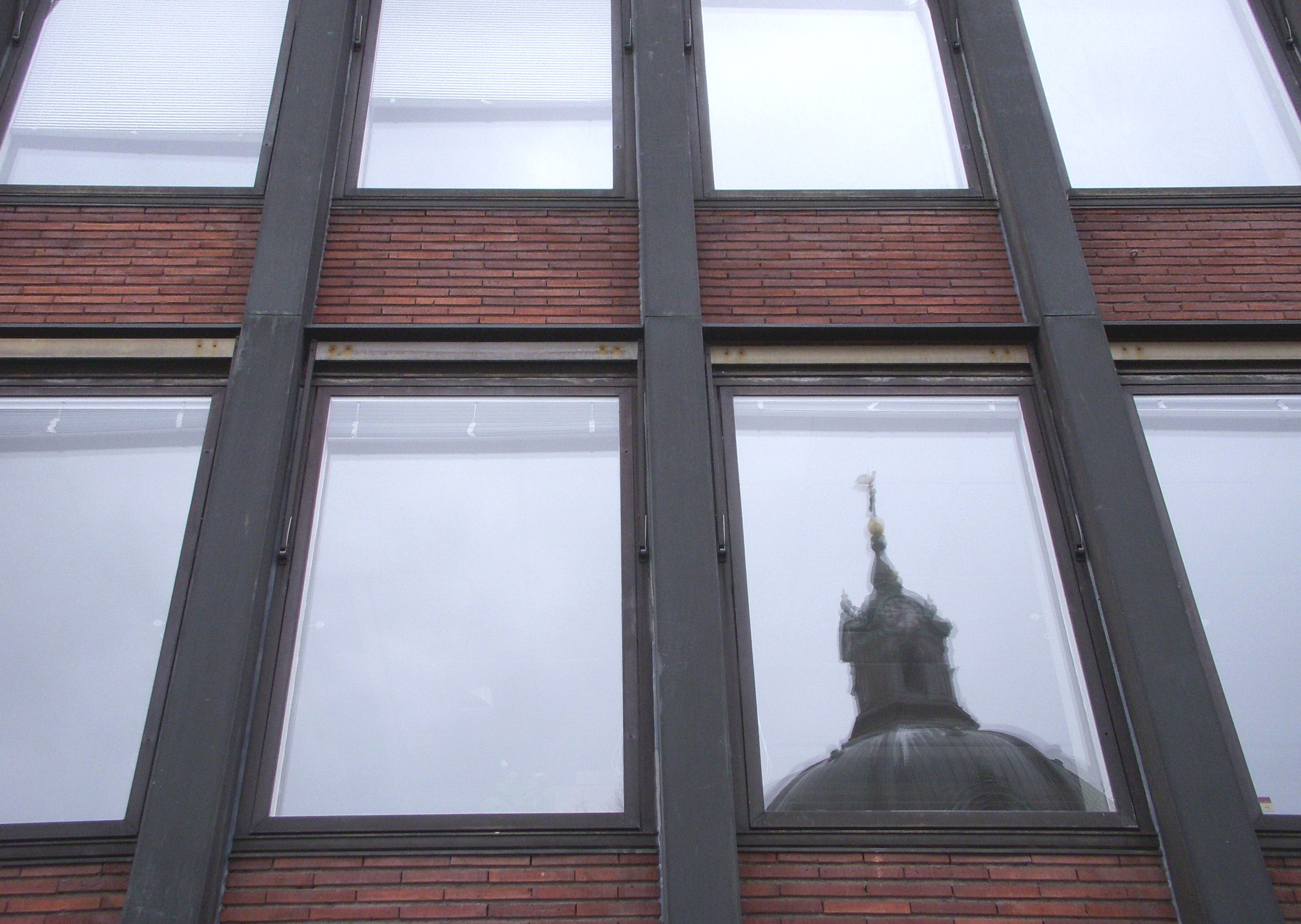
Fasaddetalj
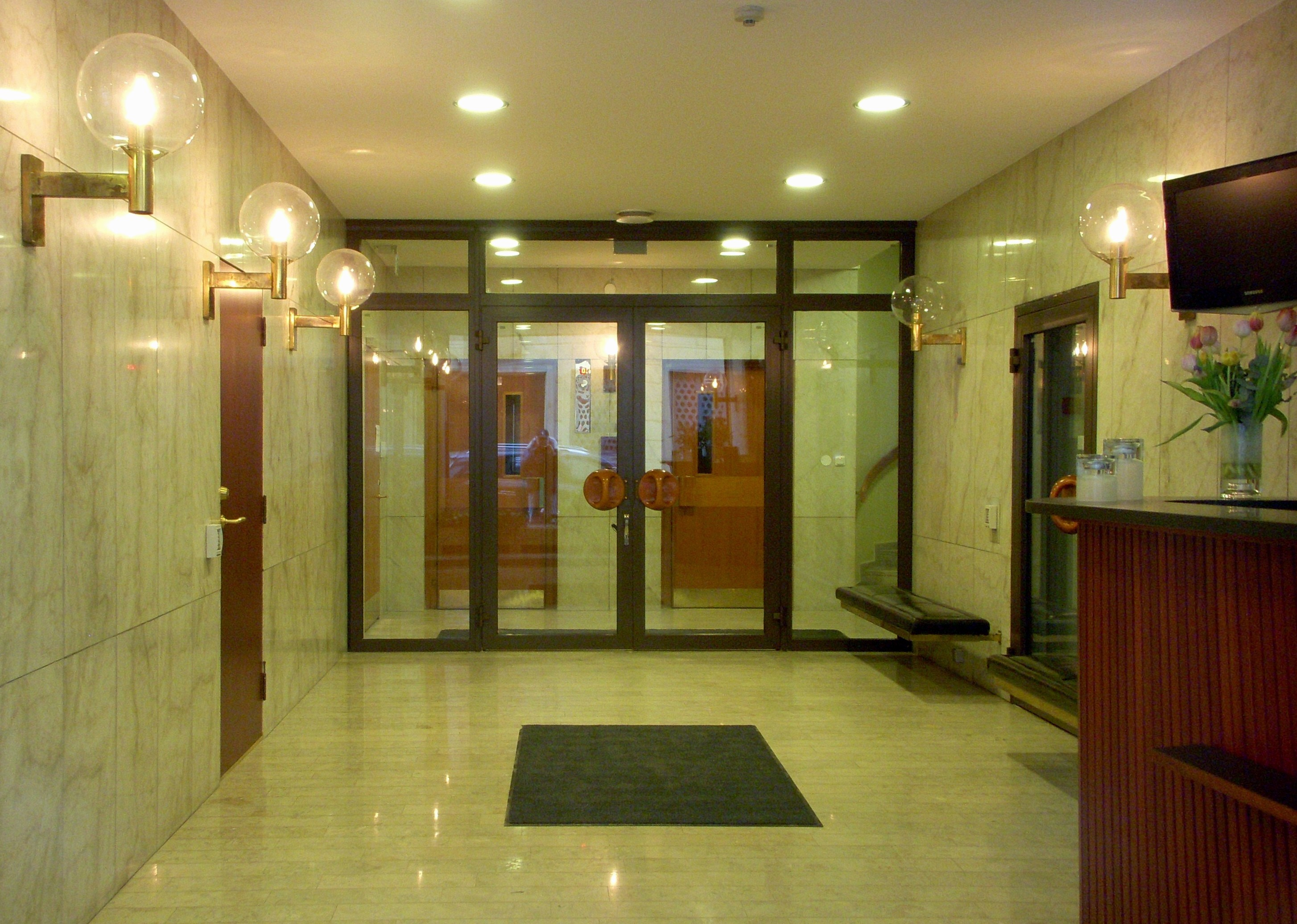
Entréhallen